# شبیرآباد
شبیرآباد (به انگلیسی: Shabbir Abad) یک شهر در پاکستان است که در پنجاب واقع شده‌است.